# 그레임 맥레이 버넷
그레임 맥레이 버넷(Graeme Macrae Burnet, 1967년 ~ )은 영국의 작가이다.

## 생애
1967년 스코틀랜드 킬마녹에서 태어났다. 글래스고 대학교 영문학과를 졸업했으며, 세인트앤드루스 대학교에서 국제 안보로 석사 학위를 받았다. 프라하, 보르도, 포르투 등지에서 영어 교사로 일했다. 2014년 첫 번째 소설 《아델 브도의 실종》을 발표했고 2015년 《블러디 프로젝트》, 2017년 《A35번 도로에서의 사고》를 발표했다. 전 세계 20개국에서 출간된 《블러디 프로젝트》는 2016년 맨부커상 최종 후보작으로 선정되었으며 영국에서만 20만 부 이상 판매되었다. 또한 버넷은 2017년 선데이 헤럴드 문화상(SHCA)을 받아 스코틀랜드를 대표하는 작가로 떠올랐다.

## 저서

### 소설
- The Disappearance of Adele Bedeau (2014)
- His Bloody Project (2015) 《블러디 프로젝트》, 조영학 옮김(열린책들, 2019)
- The Accident on the A35 (2017)
- Case Study (2021)